# Mukkanahalli, Holenarsipur
Mukkanahalli là một làng thuộc tehsil Holenarsipur, huyện Hassan, bang Karnataka, Ấn Độ.